# Gare de Kowakidani
La gare de Kowakidani (小涌谷駅, Kowakidani-eki) est une gare ferroviaire à Kowakidani (Hakone), dans la préfecture de Kanagawa au Japon. On trouve plusieurs onsens et ryokans aux alentours de la gare.